# Geschoten haas
De geschoten haas is een schilderij van Piet Mondriaan. Het schilderij is gemaakt in 1891 en is een van zijn vroegste schilderijen.
Het is met olieverf gemaakt op doek. Het is 80 cm hoog en 51 cm breed en het behoort tot de collectie van het Kunstmuseum Den Haag.